# Scène de la vie d'Esther
Scène de la vie d'Esther est une peinture à l'huile sur toile attribuée à Carlo Francesco Nuvolone (1609-1661), artiste lombard du XVIIe siècle. L'œuvre, mesurant 173 × 239 cm, est conservée au Musée des Augustins de Toulouse sous le numéro d'inventaire 71 2 11.

## Attribution et provenance
Le tableau a été acquis en 1971 au sein d'une collection toulousaine et attribué à Nuvolone par le conservateur et historien de l'art Michel Laclotte. Il aurait appartenu auparavant à la collection Calvet. La datation de l'œuvre est estimée autour de 1636 sur une base stylistique, une période correspondant aux débuts de la carrière du peintre.

## Description et interprétation
La scène représente un épisode biblique issu du Livre d'Esther, situé sous le règne du roi perse Xerxès Ier (485-465 av. J.-C.), Assuérus dans la Bible. Deux moments-clés de l'histoire d'Esther sont susceptibles d'avoir inspiré l'artiste : soit l'instant où Mardochée implore Esther d'intercéder auprès du roi pour sauver les Israélites menacés par le ministre persan Haman, soit la scène où la reine Amastris dicte à Mardochée les décisions favorables obtenues d'Assuérus,. En arrière-plan, des prières et sacrifices semblent illustrer les efforts de la communauté pour conjurer la menace d'un génocide.
Ce tableau pourrait faire partie d'un cycle consacré à l'histoire biblique d'Esther, témoignant de l'engouement baroque pour cette figure féminine de courage et de sagesse. L'influence des pièces Ester de Federico Della Valle (publiée en 1627 à Milan) et de La hermosa Ester de Lope de Vega (1610) est une hypothèse suggérée par certains chercheurs.

## Style et comparaison artistique
Carlo Francesco Nuvolone, peintre milanais du baroque lombard, se distingue par une approche picturale douce et raffinée, à l'opposé de la violence dramatique présente chez ses contemporains tels que Cerano et Il Morazzone.
L'œuvre se caractérise par une harmonie de composition, un espace serein et une palette chromatique subtile. Son absence de pathos appuyé rappelle d'autres créations de l'artiste, notamment Le Martyre de sainte Irène, avec lequel on note une similitude dans la représentation d'un guerrier vu de dos. Ce dispositif, typique du baroque, guide le regard du spectateur vers la scène principale et accentue la profondeur de l'espace.
L'œuvre illustre ainsi la manière dont Nuvolone marie une composition ample à une expressivité retenue, inscrivant son art dans une tendance plus lyrique du baroque italien.